# Por siempre mujercitas
Por siempre mujercitas fue una telenovela argentina que se emitió por Canal 9 entre 1995 y 1996. Fue protagonizada por Viviana Saccone, Jorge Schubert, Juan Darthés, Carolina Papaleo, Paola Krum, Fernando Lúpiz, Magalí Moro, Pablo Echarri y los primeros actores Pablo Alarcón y Virginia Lago. Coprotagonizada por Andrea Barbieri, María Fiorentino, Silvestre, Carlos Mena, Fabián Pizzorno, Verónica Ruano, Diego Olivera, Horacio Dener, Irene Almus y Verónica Vieyra. También, contó con las actuaciones especiales de Fabián Gianola, Juan Carlos Galván, Zulma Faiad y los primeros actores Antonio Grimau y Arturo Maly. La participación de Jorge D'Elía como actor invitado. Y las presentaciones de Valeria Britos, Carina Zampini y Juan Cruz Baldassarre.

## Sinopsis
La historia relata la lucha de Gabriela Morales (Virginia Lago), una madre psicóloga, y sus cuatro hijas: una médica, Paula (Viviana Saccone); una periodista, Alejandra (Paola Krum); una futura abogada, Gimena (Magalí Moro); y una adolescente que quiere convertirse en modelo, Mariana (Valeria Britos), quienes debieron enfrentar la trágica muerte de su marido y padre Marcelo (Antonio Grimau).

## Protagonistas

### Primera temporada
- Viviana Saccone (Paula Morales)
- Jorge Schubert (Dr. D'Amico)
- Juan Darthés (Eduardo Adler)
- Paola Krum (Alejandra Morales)
- Fernando Lúpiz (Ricardo Numan)
- Magalí Moro (Gimena Morales)
- Pablo Alarcón (Sebastian Urquijo)
- Pablo Echarri (Gastón Urquijo)
- Valeria Britos (Mariana Morales)
- Y la primera actriz  Virginia Lago (Gabriela Morales)

### Segunda temporada
- Viviana Saccone (Paula Morales)
- Juan Darthés (Eduardo Adler)
- Carolina Papaleo (Marcela Morales Rivero)
- Magalí Moro (Gimena Morales)
- Pablo Alarcón (Sebastian Urquijo)
- Pablo Echarri (Gastón Urquijo)
- Valeria Britos (Mariana Morales)
- Y la primera actriz  Virginia Lago (Gabriela Morales)

### Coprotagonistas
- Andrea Barbieri (Camila Morales)
- Jorge D'Elía (Lucas Bazán)
- Fabián Gianola (Daniel)
- María Fiorentino (Renata)
- Silvestre  (Dr. Funes)
- Juan Carlos Galván (Walter Artigas)
- Zulma Faiad (Roberta)
- Graciela Pal (La Chiche)
- Pachi Armas
- Carlos Mena (Padre Juan)
- Fabián Pizzorno (Matías Bazán)
- Verónica Ruano (Valeria Bazán)
- Diego Olivera (Julio Olazábal)
- Horacio Dener (Comisario Ibáñez)
- Verónica Vieyra (Laura Levin)
- Irene Almus (Noemí)
- Carina Zampini (Carla Lucero)
- Juan Cruz Baldassarre (León Lucero)
- Eduardo Blanco (Mauro)
- Liliana Brailovsky (Carmen)
- Mariano Martínez (Toni)
- Patricia Rozas (Teresa)
- Silvina Segundo (Sonia)
- Patricia Ulanovsky
- Graciela Baduan
- María Bufano
- Marcela Ferradás
- María Figueras

### Participaciones especiales
- Antonio Grimau (Marcelo Morales)
- Arturo Maly

### Presencia estelares
- Raúl Taibo (Ramiro)
- Pablo Rago (Diego)

### Participaciones
- Rubén Ballester
- Ana María Cores
- Héctor Gióvine
- Lucrecia Capello
- Marta Betoldi
- Silvina Bosco
- Osvaldo Brandi
- Rene Bertrand
- Cecilia Milone
- Betina O'Connell
- Paola Papini
- Lita Soriano
- César Bordón
- Edgardo Moreira
- Elvira Vicario
- Vicky Buchino
- Miguel Habud
- Daniel Lemes
- Hugo Cosiansi
- Francisco Llanos
- Leonor Miniño
- Liliana Lavalle
- Ricardo Cánepa
- Matías Santoianni
- Jorge Nolasco
- Mariano Argento
- Alberto Vázquez
- Diego Alonso
- Dolores Fonzi
- Mónica Calho
- Ana María Vinuesa
- Fito Yanelli
- Claudio Garofalo
- Silvia Mañanes